# Y basca
La Y basca (en èuscar Euskal Y) és el nom amb què es denomina, per la forma del traçat sobre el mapa, la línia ferroviària d'alta velocitat Vitòria - Bilbao - Sant Sebastià / Frontera francesa, que unirà les tres capitals d'Euskadi amb Madrid i l'Estat francès.
La línia tindrà 175 km, dels quals 157 seran en via doble i 37 en via única. Tindrà 23 túnels i 44 viaductes. La Y Basca tingué un pressupost inicial de 4.178 milions d'euros, esdevenint així l'obra més costosa de la història del País Basc. Es preveia que la connexió Vitòria-Bilbao estigués enllestida el 2013 i el ramal guipuscoà el 2016.
El model de l'alta velocitat al País Basc no és diferent del de la resta de l'Estat espanyol, però sí que ho és la complexitat de l'obra per l'orografia. De fet, set de cada deu quilòmetres del traçat són ponts o viaductes, amb l'impacte sobre l'entorn que això provoca.

## Oposició popular

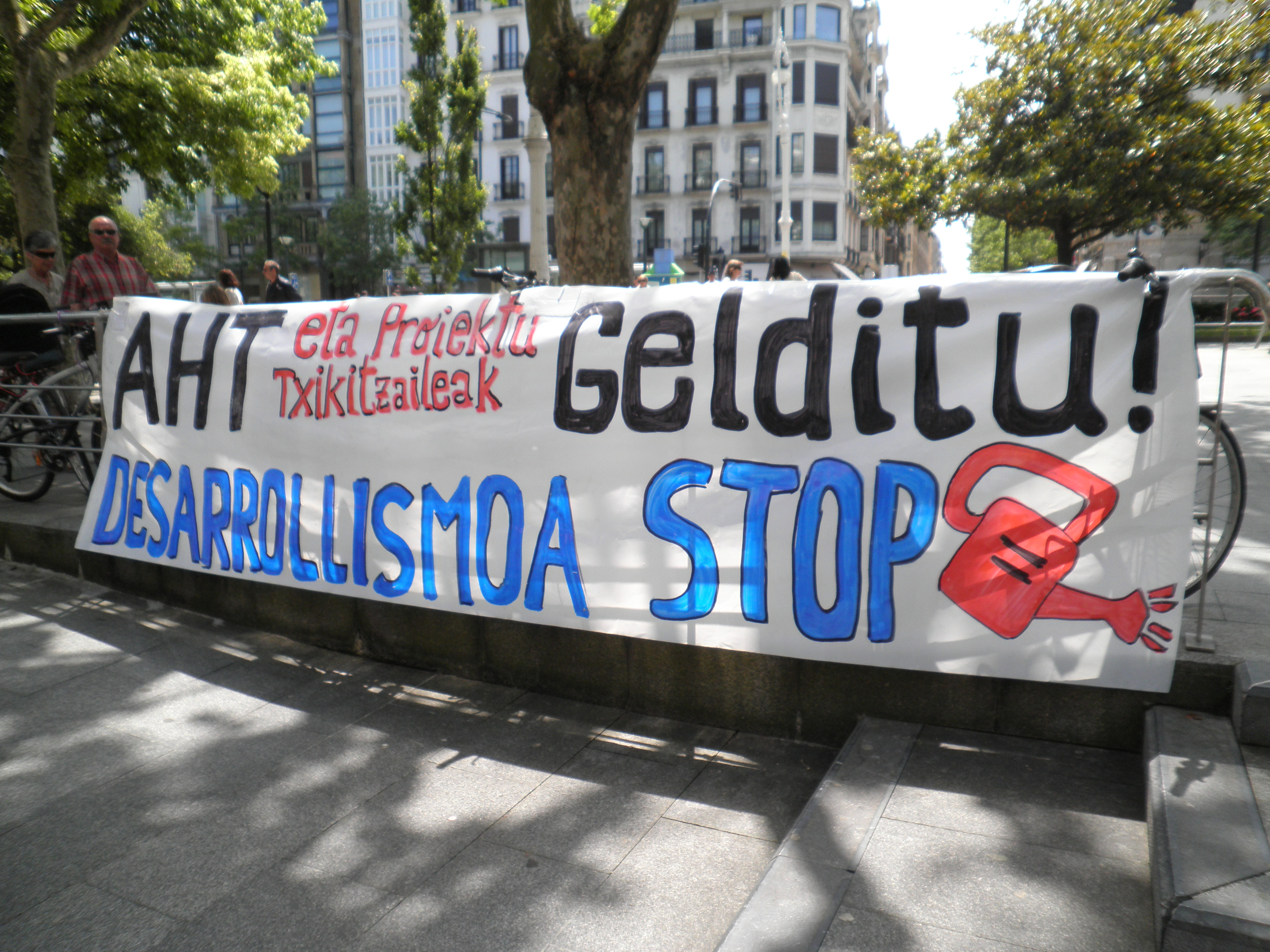

No obstant el suport de PNB, PSE i PP a l'AHT, diversos grups ecologistes, sindicats, partits polítics i organitzacions locals com Ecologistes en Acció, Batasuna, Aralar, ELA-STV i LAB s'oposen a la construcció d'aquesta línia argumentant que tindrà un cost econòmic, social i mediambiental excessiu.
La de l'alta velocitat és la història de la lluita ecologista més llarga en terres basques. L'oposició es remunta a l'any 1993, amb la creació de la ja dissolta Assemblea contra el TAV, que va participar després en la plataforma AHT Gelditu! Elkarlana, impulsada el 2001.